# زکری آستراک
زکری آستراک (انگلیسی: Zacharie Astruc; ۲۳ فوریهٔ ۱۸۳۳ – ۲۴ مهٔ ۱۹۰۷) مجسمه‌ساز، نقاش، شاعر، آهنگساز، و روزنامه‌نگار اهل فرانسه بود.
وی در نیمه دوم سده ۱۹ میلادی به عنوان یک شخصیت مهم در زندگی فرهنگی فرانسه شناخته شد و در نمایشگاه اول امپرسیونیستها در سال ۱۸۷۴ و همچنین در نمایشگاه جهانی ۱۹۰۰ شرکت کرد. وی به عنوان یک منتقد هنری، در ابتدا بین سال‌های ۱۸۵۹ تا ۷۲ به نویسندگی می‌پرداخت، مدافع سرسخت کوربه بود و یکی از اولین کسانی بود که استعداد ادوارد مانه را تشخیص داد. همچنین از مونه، ویستلر، کارلوس-دوران، هنری فانتین لاتور، و آلفونس لگروس دفاع کرد.
او در نقاشی معروف هنری فانتن-لاتور، یک استودیو در لس باتیگنولز (Batignolles)، جایی که او در کنار مانه نشسته و تصویر خود را به تصویر کشیده است، ظاهر می‌شود. آستراک به‌طور کلی با نقاشی‌های مانه شناخته می‌شود، از زمانی که گزیده‌ای از شعر آستراک در فهرست ورود کاتالوگ با قطعه زمانی که در سالن ۱۸۶۵ به نمایش گذاشته شد، گنجانده شده است.
آستراک یک هیسپانوفیل (hispanophil) بود که در هنر و ادبیات اسپانیا تبحر داشت. پس از سفر خود به اسپانیا در سال ۱۸۶۴، او به آماده‌سازی برنامه سفر برای مانه تنها سفر به اسپانیا در ۱۸۶۵ کمک کرد. آستراک به ترویج رشد گسترده علاقه در نقاشی‌های آل گرکو کمک کرد. آستراک همچنین یک شخصیت پیشرو در جنبش ژاپنیسم در فرانسه در دهه‌های ۱۸۶۰ و ۷۰ میلادی بود که در بین دیگر نوشته‌ها، سه مقاله مهم در مورد ژاپنیسم در روزنامه پاریس، ل تندارد، در ۱۸۶۷–۶۸ چاپ شد.

## آثار

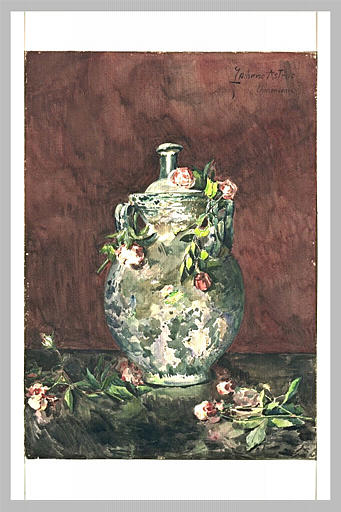
گلدان پر از گل سرخ
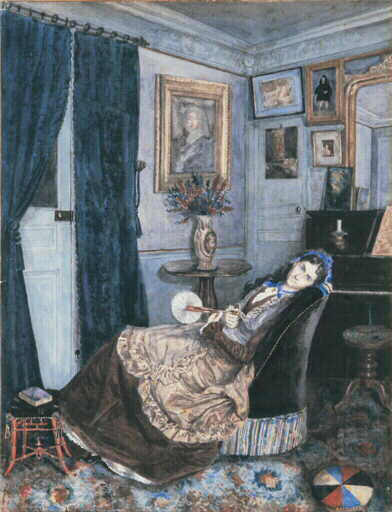
سبک زندگی پاریسی
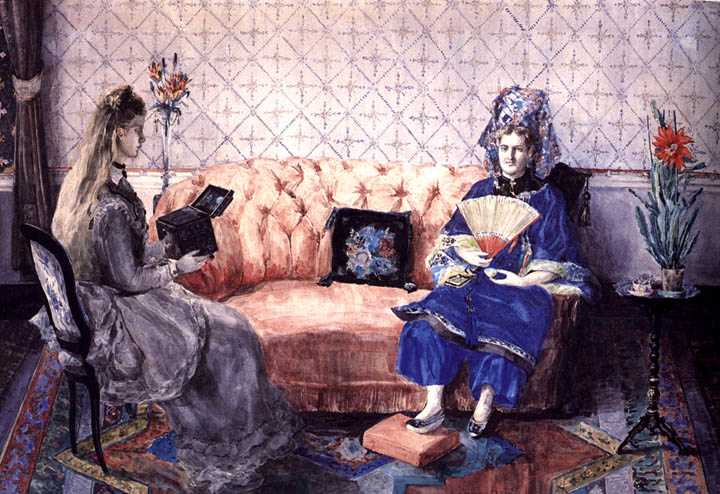
هدایای چینی
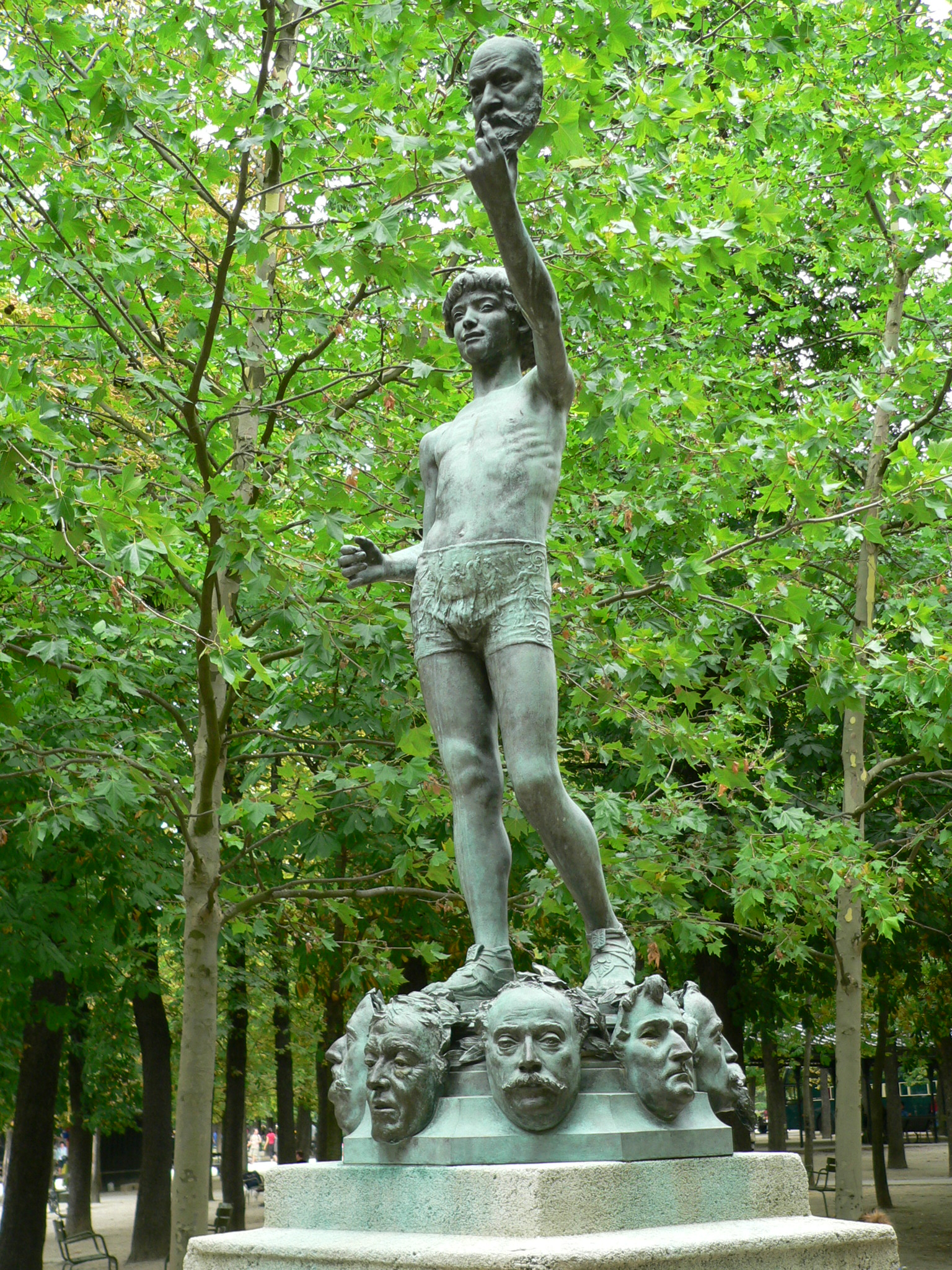
فروشنده ماسک
جاردین دو لوکزامبورگ